# Natalija Burdejna
Natalija Burdejna, ukrajinska lokostrelka, * 30. januar 1974.
Sodelovala je na lokostrelskem delu poletnih olimpijskih igrah leta 2000, kjer je osvojila drugo mesto v ekipni konkurenci in na poletnih olimpijskih igrah leta 2004, kjer je osvojila 55. mesto v individualni in 6. mesto v ekipni konkurenci.